# Bill McLaren
William Pollock McLaren, detto Bill (Hawick, 16 ottobre 1923 – 19 gennaio 2010), è stato un conduttore radiofonico e conduttore televisivo britannico, in gioventù anche rugbista a 15 per la Scozia, noto come la Voce del rugby fino al ritiro avvenuto nel 2002.
In gioventù giocò con gli Hawick RFC prima di servire per la Royal Artillery in Italia durante la Seconda guerra mondiale. Ha giocato nella Nazionale di rugby XV della Scozia prima di ammalarsi di tubercolosi, malattia che gli stroncò la carriera.
Bill McLaren ha studiato educazione fisica ad Aberdeen, materia che ha poi insegnato in diverse scuole di Hawick fino al 1987, allenando numerosi giocatori poi approdati in nazionale - Jim Renwick, Colin Deans e Tony Stanger.
Ha debuttato come commentatore nel 1953, con la BBC Radio nella sconfitta della Scozia per 12-0 contro il Galles.
Passò alla televisione sei anni dopo, lavorandovi poi per oltre quarant'anni. Il suo lavoro ha avuto un grande riconoscimento con l'ingresso nel 2001 nell'International Rugby Hall of Fame. Intanto aveva ottenuto nel Regno Unito il titolo di MBE (Membro dell'Impero Britannico) nel 1992, OBE (Officier) nel 1995 e CBE (Commander) nel 2003.
McLaren è uno dei commentatori che hanno caratterizzato le telecronache sportive della BBC sia in radio che in televisione negli ultimi decenni; con lui: Murray Walker (motori), Peter O'Sullevan (ippica), Harry Carpenter (boxe e canoa), Dan Maskell (tennis), David Coleman (atletica leggera), Peter Allis (golf) e John Arlott (cricket).
McLaren ha prestato la voce anche ai videogiochi Jonah Lomu Rugby ed EA Rugby 2001.
È scomparso nel 2010 all'età di 86 anni.